# Sport Prototipo Argentino

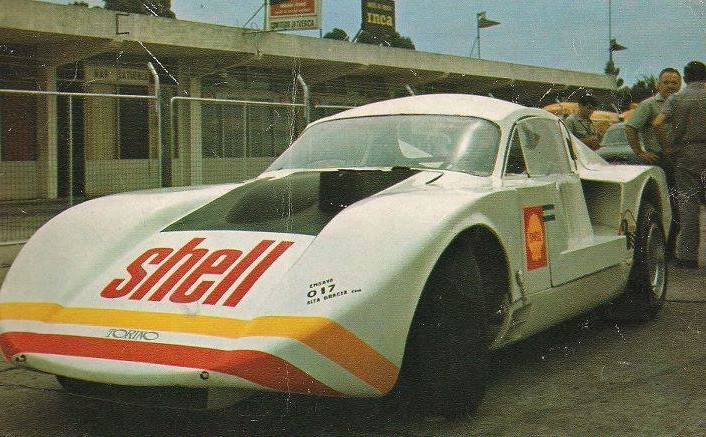
Romero-Tornado de Nasif Estéfano de 1969.

El Sport Prototipo Argentino fue un campeonato de automovilismo de velocidad que se disputó en Argentina entre los años 1969 y 1973. Comenzó como una categoría escisión del Turismo Carretera, que en 1967 implementó un cambio radical en su reglamento, permitiendo a los preparadores realizar gran número de modificaciones en los autos, transformando a los nuevos vehículos compactos ─que venían a reemplazar a las viejas cupecitas─ en prototipos de competición. Como consecuencia de los costos generados, la categoría se disolvió en 1973, dejando lugar a los autos que hoy en día continúan participando del Turismo Carretera. Marcó una época porque fue la transición entre un automovilismo obsoleto desde el punto de vista técnico, sin evolución, como lo era el TC de las viejas cupecitas y el automovilismo moderno, tecnológico, marketinero, cercano a lo que se veía en otros países. Con ella aparecieron los diseñadores, equipos de fábrica, auspiciantes importantes, pilotos contratados y obligó a la construcción de autódromos acordes.

## Campeones
| Año  | Piloto              | Automóvil        |
| ---- | ------------------- | ---------------- |
| 1969 | Eduardo Copello     | Numa-Tornado     |
| 1970 | Néstor García Veiga | Chelco-Chevrolet |
| 1971 | Luis Rubén Di Palma | Berta-Tornado    |
| 1972 | Luis Rubén Di Palma | Berta-Tornado    |
| 1973 | Desierto            |                  |